# Nolhagavikens naturreservat
Nolhagaviken är ett naturreservat i Alingsås socken i Alingsås kommun i Västergötland.
Området ligger 2 km väster om Alingsås centrum och är skyddat sedan 1993. Det omfattar 51 hektar och förvaltas av Alingsås kommun.
Nolhagaviken är den nordöstligaste delen av sjön Mjörn. De grunda näringsrika bottnarna och den rika växtligheten vid Säveåns mynning har skapat goda förutsättningar för ett rikt fågelliv. Från fågeltornet kan man få se både gulärla, tofsvipa, skäggdopping, gräsand, sothöna, rörsångare sävsparv och enkelbeckasin. För många flyttfåglar är viken en rastplats. Vegetationen domineras av arter som bladvass, jättegröe, kalmus och vasstarr, samt träd som al och vide. En del av områet utgöts av ett kärr kallat Kongo. Kärret ska enligt reservatsföreskrifterna fortsätta att utvecklas fritt som en säsongsvis översvämmad naturskog.
Inom området finns även partier med lövskog.
Öster om Nolhagaviken ligger Nolhaga bergs naturreservat och Nolhaga slott.
En del av området ingår i EU:s ekologiska nätverk av skyddade områden, Natura 2000.

## Galleri

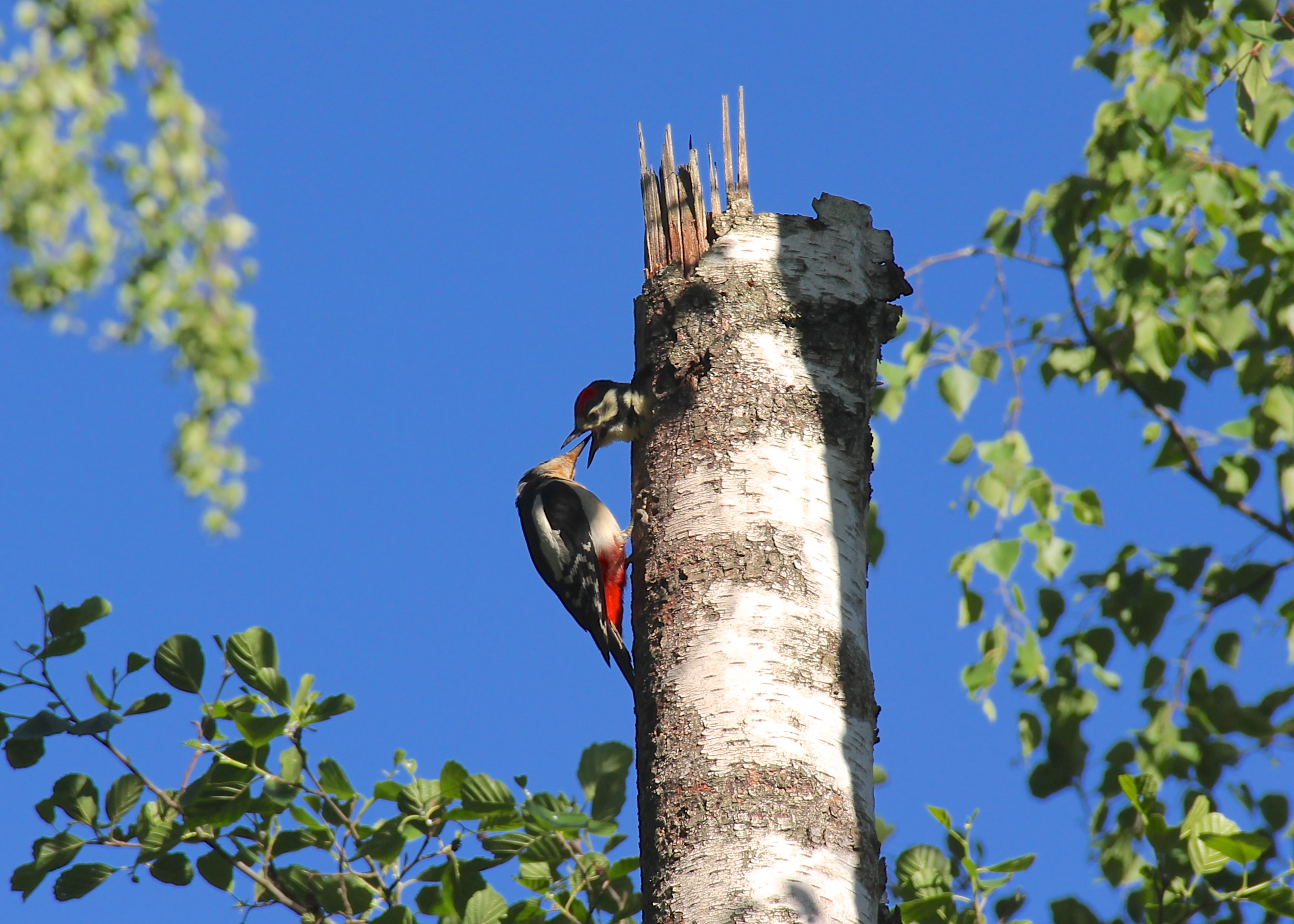
Större hackspett i Nolhagaviken.
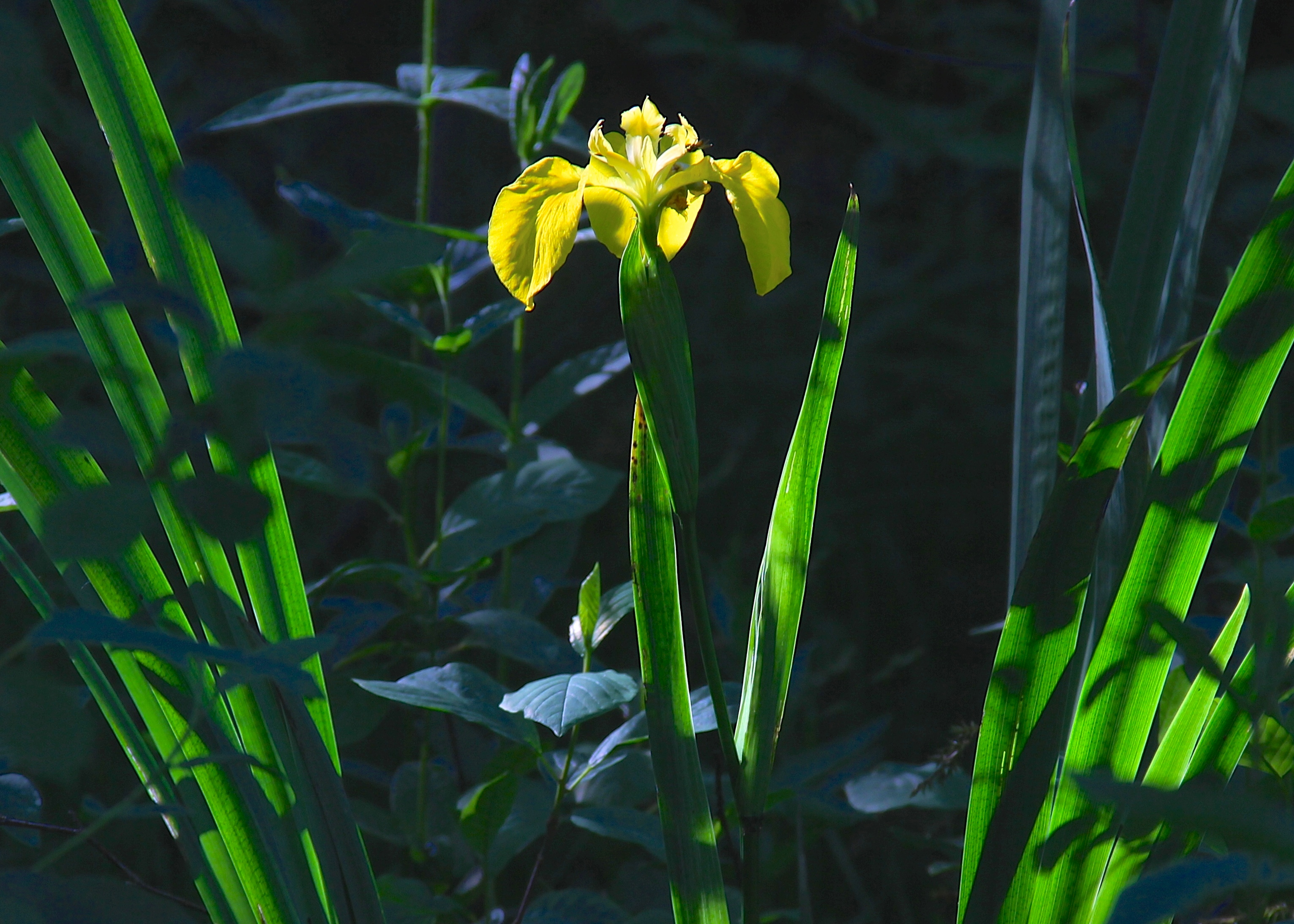
Svärdslilja i Nolhagaviken.
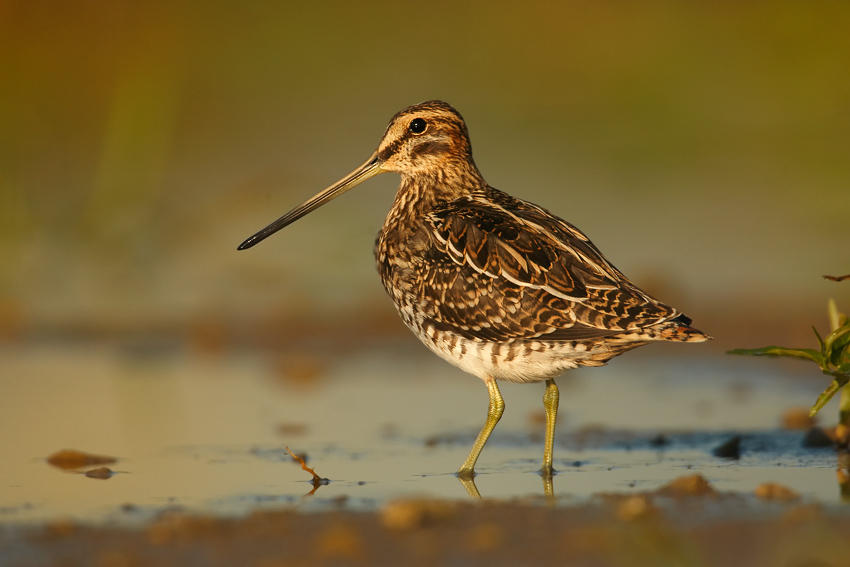
Enkelbeckasin.
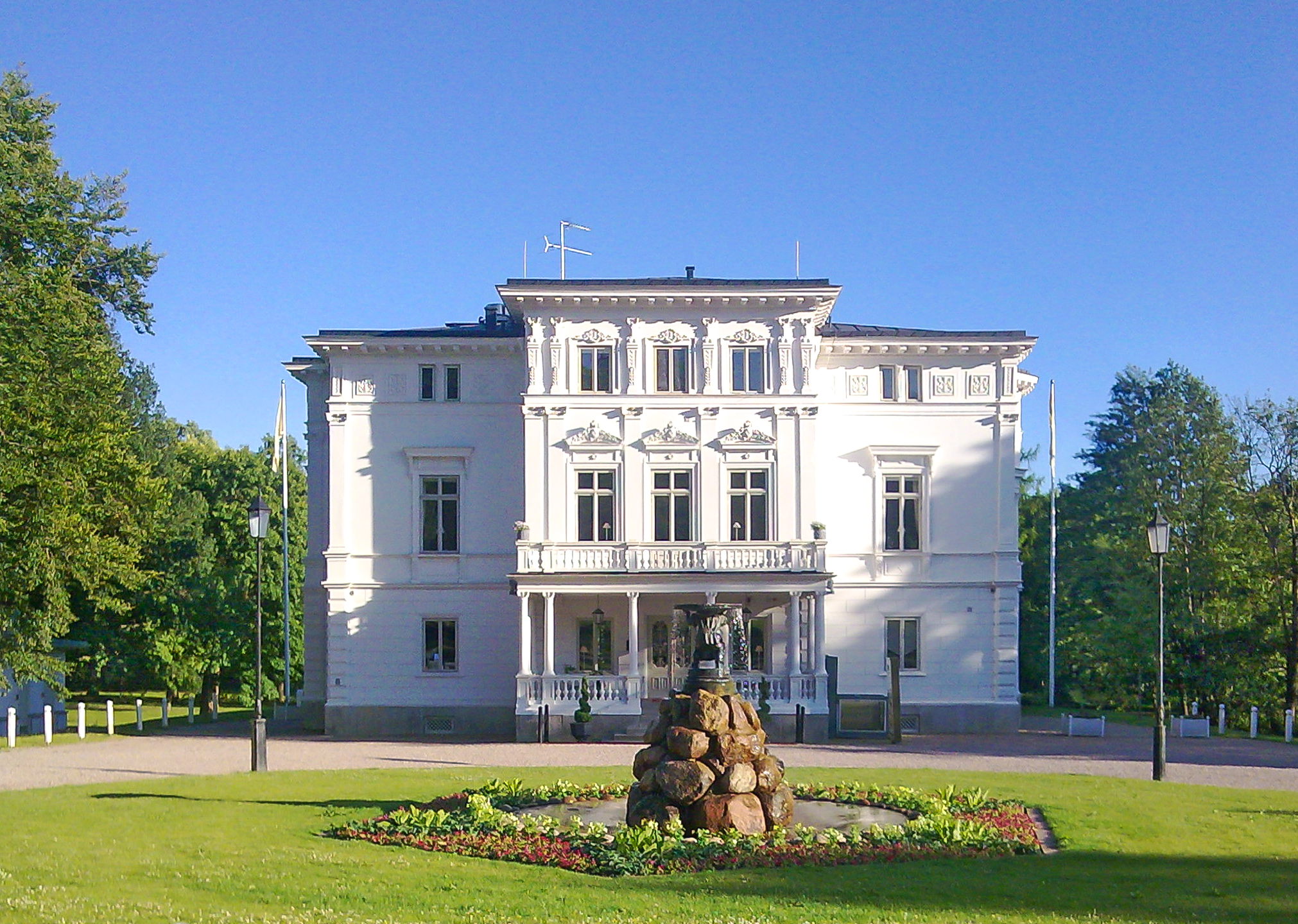
Nolhaga slott.